# Isole Krasnoflotskie
Le isole Krasnoflotskie (in russo Острова Краснофлотские, ostrova Krasnoflotskie, in italiano "isole della Flotta Rossa") sono un gruppo di isole russe che fanno parte dell'arcipelago di Severnaja Zemlja e sono bagnate dal mare di Kara.
Amministrativamente fanno parte del distretto di Tajmyr del Territorio di Krasnojarsk, nel Distretto Federale Siberiano.

## Geografia
Il punto più settentrionale delle Krasnoflotskie è situato a circa 15 km a sud del capo di Sverdlov (мыс Свердлова, mys Sverdlova) nell'isola della Rivoluzione d'Ottobre e giace 33 km a ovest dell'isola Bolscevica. Si trovano all'ingresso meridionale dello stretto di Šokal'skij.
Si tratta di un gruppo di 7 isole, 4 maggiori e 3 isolotti, che si sviluppa in direzione nord-sud per circa 18 km. Su di esse non c'è vegetazione; le aree costiere sono un punto di ritrovo per una numerosa colonia di trichechi.
Le isole, da nord a sud, sono:
- Isolotto senza nome a nord dell'isola Bol'šoj.
- Bol'šoj, la più grande del gruppo, misura 5,1 km di lunghezza e 1,4 km di larghezza.
- Isolotto senza nome a sud dell'isola Bol'šoj.
- Srednij, misura 2,25 km di lunghezza e 1,4 km di larghezza.
- Ploskij, di forma ovale, con un promontorio nel nord-est, misura 1,5 km di lunghezza e 800 m di larghezza.
- Isolotto senza nome a sud-ovest dell'isola Ploskij.
- Greben', la più meridionale, misura 2,2 km di lunghezza e 1,1 km di larghezza. Su essa si trova il punto più alto dell'intero gruppo (39 m s.l.m.)

## Storia
Le Krasnoflotskie furono scoperte e mappate nell'agosto del 1932 dalla spedizione dell'Istituto di Ricerca Artico e Antartico sul rompighiaccio "V. Rusanov". Sul versante orientale dell'isola Bol'šoj, si trova ancora la stazione polare delle Isole Krasnoflotskie, in funzione dal 1953.

## Isole adiacenti
- Isola Korga (остров Корга, ostrov Korga), 4 km a nord.
- Isole Opasnye (острова Опасные, ostrova Opasnye), a sud-ovest.